# Józef Kusiak
Józef Kusiak (ur. 7 czerwca 1951 w m. Topornia) – polski polityk, samorządowiec, doktor nauk historycznych, prezydent Jeleniej Góry w kadencji 1998–2002 oraz 2002–2006.

## Życiorys
Ukończył w 1971 technikum leśne w Miliczu, Pierwszą pracę podjął w 1971 w Okręgowym Zarządzie Lasów Państwowych we Wrocławiu. Ukończył studia politologiczne na Uniwersytecie Wrocławskim. W 1989 uzyskał stopień doktora nauk historycznych na Akademii Nauk Społecznych przy KC KPZR. Był Przewodniczącym Zarządu Miejskiego Związku Socjalistycznej Młodzieży Polskiej w Bolesławcu (1976–1978), pracownikiem Zarządu Wojewódzkiego ZSMP w Jeleniej Górze, w 1982 sekretarzem ZW. Kształcił się na studiach podyplomowych z zakresu zarządzania i marketingu.
W 1972 wstąpił do Polskiej Zjednoczonej Partii Robotniczej. Był członkiem egzekutywy komitetu miejskiego PZPR w Bolesławcu (1976–1978), a następnie instruktorem wydziału polityczno–organizacyjnego (1982–1983), starszym inspektorem wydziału polityczno-organizacyjnego (1983–1985), specjalistą wydziału rolnego (1985–1986) oraz pełnomocnikiem ds. działalności gospodarczej partii (1989–1990) komitetu wojewódzkiego w Jeleniej Górze.
Jest założycielem SdRP, od 1995 do 2007 pełnił funkcję przewodniczącego lokalnych struktur SdRP i Sojuszu Lewicy Demokratycznej w Jeleniej Górze. W latach 2003–2007 był wiceprzewodniczącym rady dolnośląskiej SLD, został też członkiem rady krajowej tej partii.
W 1994 został wybrany na radnego, objął funkcję wiceprezydenta miasta  Jeleniej Góry. Po następnych wyborach samorządowych w 1998 rada miejska desygnowała go na funkcję prezydenta Jeleniej Góry. Reelekcję na to stanowisko uzyskał w bezpośrednich wyborach w 2002. Cztery lata później przegrał w pierwszej turze, w tych samych wyborach został wybrany radnym rady miejskiej i wykonywał ten mandat do 2010.
Bez powodzenia z ramienia lewicy kandydował do Sejmu w 1997 i 2011, do Senatu w 2005 i 2007 oraz do sejmiku dolnośląskiego w 2010. W 2014 został natomiast wybrany do rady miejskiej. W 2018 i 2024 ponownie bezskutecznie startował na radnego województwa.
W latach 2007–2011 pracował na stanowisku wicekanclerza Wyższej Szkoły Menedżerskiej w Legnicy. Później został prorektorem w Wyższej Szkole Menedżerskiej w Jeleniej Górze.

## Życie prywatne
Syn Jana i Ireny. Jest żonaty, ma córkę.

## Odznaczenia
- Złoty Krzyż Zasługi – 2001[12]
- Odznaka Honorowa „Krzyż Ludowego Wojska Polskiego” (ZWiRWP)